# Värendshus
Värendshus var ett kommunalt bostadsföretag i Växjö kommun. 2002 slogs Värendshus ihop med Vidingehem. Det sammanslagna företaget kallas Vidingehem.